# Eisenbahnunfall von Zibo

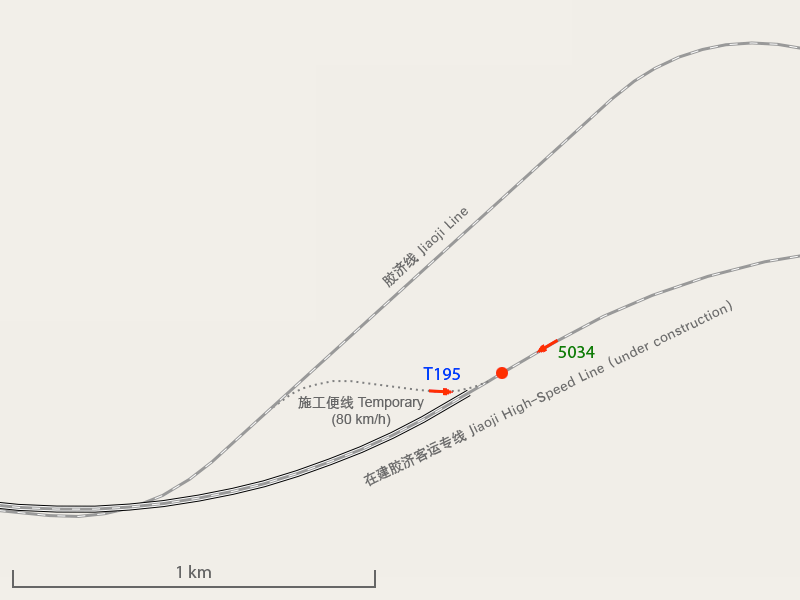
Skizze der Unfallstelle

Der Eisenbahnunfall von Zibo (胶济铁路特别重大交通事故) war eine Zugentgleisung am 28. April 2008 bei Zibo in der Provinz Shandong, China, mit anschließender Kollision, als ein zweiter Zug in die Unfallstelle fuhr. 72 Menschen starben.

## Ausgangslage
Der Schnellzug T 195 war auf der Schantung-Bahn von Beijing nach Qingdao mit etwa 1200 Reisenden unterwegs. Die Schantung-Bahn ist eine zweigleisig ausgebaute Hauptbahn. Die Strecke wurde im Bereich einer Baustelle bei Zibo über ein Hilfsgleis geleitet, für das eine Geschwindigkeitsbeschränkung von 80 km/h galt.
Ein zweiter Personenzug, Nr. 5034, von Yantai nach Xuzhou, war auf der gleichen Strecke in der Gegenrichtung unterwegs. Auch in ihm reisten etwa 1200 Menschen.
Gegen 2:30 Uhr teilte ein Lokomotivführer von der Strecke dem Fahrdienstleiter im 70 km westlich der späteren Unfallstelle gelegenen Jinan mit, dass die entsprechende Stelle am Gleis mit einer Geschwindigkeitsbeschränkung von 80 km/h signalisiert sei, die Führerstandssignalisierung in der Lokomotive, die den Fahrplan vorgab, aber erlaubte 120 km/h anzeige. Da das in der Elektronik nicht sofort korrigiert werden konnte, versuchte die Zugleitstelle alle Lokführer zu erreichen und auf das Problem aufmerksam zu machen. Rückfragen bei Lokführern, die die Gefahrenstelle befahren hatte, ergaben, dass die Führerstandssignalisierung bis zu 145 km/h erlaubte Geschwindigkeit anzeigte. Auch der Lokomotivführer des T 195 wurde per Sprechfunk angesprochen und bestätigte, dass er den Langsamfahrbefehl kenne. Gleichzeitig forderte die Zugleitstelle ihn auf, schnell zu fahren, da der Zug Verspätung hatte.

## Unfallhergang
Gleichwohl fuhr der Lokomotivführer des T 195 in der Baustelle statt mit den vorgeschriebenen 80 km/h mit 130 km/h in die Umleitung. Die Personenwagen 10 bis 18 des Zuges entgleisten um 4:38 Uhr aufgrund der überhöhten Geschwindigkeit und kippten auf die Seite. Dabei gerieten auch Wagen in das Lichtraumprofil des Gleises der Gegenrichtung. Die Wagen 1 bis 9 dagegen blieben im Gleis stehen.
In diesem Moment näherte sich der Zug Nr. 5034 mit der vorgeschriebenen Geschwindigkeit von 80 km/h aus der Gegenrichtung. Als die Lokomotivführer den verunglückten Zug vor sich bemerkten, war es zu spät, um den eigenen Zug noch zum Stehen zu bringen. Er fuhr um 4:41 Uhr in den verunglückten Schnellzug hinein. Dabei wurden 14 Personenwagen beider Züge zum Teil schwer beschädigt. Die ersten drei Wagen des Zuges Nr. 5034 entgleisten und fielen in einen Graben.

## Folgen
72 Menschen starben, 416 wurden darüber hinaus verletzt, die meisten schwer.
Die Telefonate der Überlebenden auf ihren Handys ließen das lokale Telefonnetz zeitweilig zusammenbrechen.
Die Untersuchung ergab, dass 37 Personen Mitverantwortung an dem Unfall trugen, gegen sieben wurden Strafverfahren eingeleitet. Der Chef der Eisenbahnverwaltung in Jinan wurde entlassen, ebenso der dort ranghöchste Kader der Kommunistischen Partei Chinas.